# Метродора
Метродо́ра (др.-греч. Μητροδώρα; III или IV век) — древнегреческая врач и автор древнейших медицинских текстов, написанных женщиной, «О болезнях и излечениях женщин» (др.-греч. Περὶ τῶν τῆς Γυναικείων παθῶν μἠτρας). Её трактат охватывал многие области медицины, включая гинекологию, но не акушерство. На него часто ссылались другие авторы по медицине в Древней Греции и Риме, также он был переведён и опубликован в Средневековой Европе. О личности Метродоры ничего не известно, кроме её имени. Однако известно, что в древнем греко-римском мире существовало несколько женщин-врачей, и она традиционно считается первой женщиной-врачом.

## «О болезнях и излечениях женщин»
Трактат «О болезнях и излечениях женщин» сохранился в двух томах, содержащих 63 главы. На научное мировоззрение Метродоры сильно повлияли работы Гиппократа и сочинение «Корпус Гиппократа», как и на большинство врачей её эпохи. Например, она соглашалась с теориями Гиппократа относительно истерии. Метродора была решительной в спорных вопросах, связанных с симптомологией и этиологией; воспаление матки — один из подобных примеров. Она внесла свой уникальный вклад в развитие медицинского понимания теории и этиологии.
Хотя женщины-врачи активно занимались гинекологией и акушерством в Древней Греции и Риме, они редко практиковали в других областях медицины. Роды и акушерство в античности рассматривались как приемлемые области медицинской практики для женщин, которые могли получить медицинскую подготовку в качестве врачей, в значительной степени из-за древней традиции акушерства и его связи с женщинами, обучаемыми другими женщинами. Метродора пишет о многих областях медицины в трактате «О болезнях и лечении женщин», включая все аспекты гинекологии, но акушерство не рассматривается в тех томах, которые сохранились. Хирургия обычно не практиковалась в Древней Греции или Риме, и также не была освещена в её трактате. Это контрастирует с работой другой античной женщины-врача, Аспасии, которая занималась гинекологической хирургией, включая аборты. На труд Аспасии часто ссылались и другие авторы-врачи, в том числе Аэций и Соран Эфесский. Метродора не занималась акушерством, вместо этого сосредоточившись на патологии, тот же подход использовался врачами-мужчинами, находившимися под влиянием трудов Гиппократа. Она отличалась от многих других писателей-медиков своей эпохи тем, что анализировала и ссылалась непосредственно на труды Гиппократа, а не использовала в качестве основы своей работы распространённые в её время вторичные источники.

## Влияние
Первые латинские переводы «О болезнях и лечении женщин» появились между III и V веками. Самая старая из известных рукописей работы Метродоры хранится во Флоренции, в Италии. На работу Метродоры ссылались другие авторы-медики, а также она переиздавалась в отрывках.
Научные тексты Древней Греции и Рима служили частью фундамента для исследований в Средние века в Западной Европе. Работа Метродоры была также распространена в этот период. В тогдашней библиографии она именовалась «Береникой, называемой Клеопатрой» или «mono marciglia», что стало причиной того, что некоторые средневековые издатели ошибочно приписывали её работу знаменитой Клеопатре VII, царице Египта. С подобной ложной атрибуцией трактат был издан Каспаром Вольфом в 1566 году, а затем Израилем Спак в 1597 году.
Метродора, очевидно, имела большой опыт клинической практики. Её рабочие справочные обследования делались как простым способом (то есть с помощью только руки), так и с помощью зеркальца, и демонстрируют её детальное знакомство с физиологией. Она внесла свой вклад в разработку классификаций вагинальных выделений и предложила теории по этиологии, такие как возможность возникновения ректальных паразитарных инфекций, вызывающих вагинальные выделения. Её вклад в эти области, по-видимому, был её оригинальным исследованием и теорией. Кроме того, в её трактате есть много лекарственных соединений, которые не были найдены в других источниках. Её труд также, по-видимому, включает первую известную алфавитную медицинскую энциклопедию, использующую алфавитные заголовки для удобства ссылок. Хотя она сохранилась в неполной рукописи и заканчивается на букве эпсилон.